# Walther Schröder
Walther Schröder, född 26 november 1902 i Lübeck, död 31 oktober 1973 i Lübeck, var en tysk SS-Brigadeführer och polischef. Han var SS- och polischef i Lettland från augusti 1941 till oktober 1944. År 1944 innehade han även motsvarande post i Estland. Schröder var därmed en av de ansvariga för förintelsen i Baltikum.

### Webbkällor
- Miller, Michael D.; Collins, Gareth. ”SS-Brigadeführer & Generalmajor der Polizei (O–Z)” (på engelska). Axis Biographical Research. Arkiverad från originalet den 6 augusti 2014. https://archive.today/20140806213749/http://www.geocities.com/~orion47/SS-POLIZEI/SS-Brigf_O-S.html. Läst 6 augusti 2014.